# Саудадис
Саудадис (порт. Saudades)  —  муниципалитет в Бразилии, входит в штат Санта-Катарина. Составная часть мезорегиона Запад штата Санта-Катарина. Входит в экономико-статистический  микрорегион Шапеко. Население составляет 7800 человек на 2006 год. Занимает площадь 205,554 км². Плотность населения — 37,9 чел./км².

## История
Город основан 30 декабря 1961 года.

## Статистика
- Валовой внутренний продукт на 2003 составляет 121.114.789,00 реалов (данные: Бразильский институт географии и статистики).
- Валовой внутренний продукт на душу населения на 2003 составляет 15.064,03 реалов (данные: Бразильский институт географии и статистики).
- Индекс развития человеческого потенциала на 2000 составляет 0,831 (данные: Программа развития ООН).

## География
Климат местности: субтропический.